# Calumia profunda
Calumia profunda är en fiskart som beskrevs av Helen K. Larson och Hoese, 1980. Calumia profunda ingår i släktet Calumia och familjen Eleotridae. Inga underarter finns listade.